# Galepsus cacuminatus
Galepsus cacuminatus är en bönsyrseart som beskrevs av Max Beier 1954. Galepsus cacuminatus ingår i släktet Galepsus och familjen Tarachodidae. Inga underarter finns listade i Catalogue of Life.